# Eupithecia oenone
Eupithecia oenone là một loài bướm đêm trong họ Geometridae.